# Extraction de sperme testiculaire
L'extraction de sperme testiculaire (ou TESE pour Testicular sperm extraction), à ne pas confondre avec la ponction testiculaire de sperme, est une procédure chirurgicale urologique lors de laquelle une petite partie de tissu est retiré (à la manière d'une biopsie) du testicule (humain ou d'une autre espèce animale) afin de récupérer des  cellules de sperme viables en vue de leur utilisation dans d' autres procédures, le plus souvent une fécondation artificielle par injection intracytoplasmique de spermatozoïdes (ICSI) dans le cadre de fécondation in vitro (FIV).

La TESE est souvent recommandé aux hommes ne produisant pas de sperme dans leur éjaculat en raison d'une azoospermie.

## Utilisations médicales
La TESE est recommandée aux hommes n'ayant pas (ou très peu) de spermatozoïdes viables observables dans leur éjaculat (azoospermie), ou qui ne peuvent pas du tout éjaculer.
L'azoospermie peut généralement être divisée en deux sous-catégories (obstructives et non obstructives).

### en cas d'azoospermie non obstructive
Dans ce cas, l'éjaculat ne contient pas de spermatozoïdes viables, mais les testicules peuvent néanmoins en produire.
Ce type d'azoospermie peut résulter de microdélétions du chromosome Y, d'un cancer des testicules ou de lésions de l'hypophyse ou de l'hypothalamus, qui régulent la production de spermatozoïdes. Dans ces cas, la TESE est généralement une deuxième option, après l'échec d'efforts antérieurs pour traiter l'azoospermie par l'hormonothérapie. 
Dans le cas particulier où l'azoospermie est liée à un trouble du développement sexuel, tel que le syndrome de Klinefelter, la TESE n'est pas utilisée en clinique. Une phase de phase de recherche est cependant en cours depuis 2016 à ce propos

### en cas d'azoospermie obstructive
Plus rarement, la TESE est utilisé pour extraire les spermatozoïdes dans ce cas, qui peut par exemple avoir l'une ou plusieurs des causes suivantes :
- vasectomie
- traumatisme testiculaire
- absence congénitale de canal déférent (CAVD)
- fibrose kystique[2].

La TESE est aussi une option pour la 'préservation de la fertilité' de patients subissant une chirurgie de réattribution sexuelle et/ou ne pouvant pas éjaculer de sperme.

## Technique
La TESE se pratique conventionnellement sous anesthésie locale, ou parfois rachidienne ou générale,.
Une incision dans le raphé médian du scrotum est pratiquée et poursuivie à travers les fibres du dartos et la tunique vaginale.
Le testicule et l'épidydyme sont alors visibles.
Des incisions sont alors pratiquées à travers l'enveloppe externe du testicule pour récupérer des biopsies des tubules séminifères (structures  contenant les spermatozoïdes) ; l'incision est ensuite suturée.
Chaque échantillon est évalué au microscope pour confirmer la présence de spermatozoïdes viables et normaux.
Après l'extraction, le sperme est souvent cryogéniquement conservé pour un ou plusieurs usages  futurs, mais il peut aussi être utilisé frais.

### Micro-TESE
La Micro-TESE  n'est presque utilisée que chez les patients atteints d'azoospermie non obstructivese ; elle se pratique via une microdissection, sous microscope opératoire permettant au chirurgien de directement observer les régions des tubules séminifères des testicules qui ont plus de chance de contenir des spermatozoïdes de qualité.
Plus invasive que la TESE conventionnelle, elle nécessite   une anesthésie générale. Comme pour la TESE, une incision est pratiquée dans le scrotum et la surface du testicule pour exposer les tubules séminifères. Mais l'exposition est nettement plus large pour les besoins de l'observation au microscope.
Si aucune zone n'est  identifiée, les biopsies sont plutôt faites au hasard dans un large éventail d'emplacements puis l'incision est suturée.
Les échantillons sont ensuite observé au microscope pour localiser puis purifier les spermatozoïdes.
La micro-TESE réussit généralement mieux à extraire le sperme et est préférable dans les cas d'azoospermie non obstructive, où l'infertilité est causée par un manque de production de spermatozoïdes plutôt que par un blocage,,.

### TESE vs TESA
La TESE est différente de la ponction testiculaire de sperme (ou TESA pour "testicular sperm aspiration") qui est réalisée sous anesthésie locale, dans réelle biopsie, chez des patients atteints d'azoospermie obstructive.

## Complications, effets secondaires
A la fois la Micro-TESE et la TESE présentent des risques significatifs d'infection postopératoire, de saignement et de douleur.
La TESE  entraîne souvent des anomalies testiculaires et une cicatrisation des tissus pouvant induire une fibrose et une inflammation testiculaires, réduisant secondairement aussi la fonction testiculaire et provoquant parfois une atrophie testiculaire.
Les deux procédures peuvent altérer la fonction stéroïdienne des testicules lésés, provoquant une baisse des taux sériques de testostérone, ce qui peut entraîner une carence en testostérone , avec secondairement une diminution de la force musculaire, et de la fonction sexuelle, de l'anxiété, des troubles du sommeil.
L'apport sanguin aux testicules peut aussi être modifié lors de la procédure, ce qui réduit potentiellement l'approvisionnement en oxygène, nutriments etc.
Une évaluation (1997) ayant porté sur 64 patients ayant subi une TESE pour une azoospermie non obstructive (évaluation basée sur des examens cliniques physiques, une échographie scrotale en série, des analyses histologiques et une évaluation du succès des tentatives répétées de prélèvement de sperme) a conclu que pour ces patients, après 3 mois, 82% d'entre eux montraient des anomalies échographiques testiculaires évoquant la résolution d'une inflammation ou d'un hématome au site de biopsie. le plus souvent, après 6 mois, les signes d'inflammation aiguë disparaissent, mais avec des cicatrices linéaires et/ou des calcifications et (dans deux cas sur 64) une altération du flux sanguin testiculaire (dévascularisation complète du testicule dans un cas, qui avait subi plusieurs biopsies). En cas de répétition d'une TESE, les chances de récupérer des spermatozoïdes la seconde fois augmente si cette TESE est faite plus de 6 mois après la première (80 %), par rapport aux chances si la TESE a été faite dans les 6 mois après la première (25 %).
Selon cette étude, des effets indésirables mais transitoires, physiologiques, sont fréquents dans les testicules jusqu'à 6 mois après TESE. Le risque de dévascularisation permanente du testicule augmente si plusieurs biopsies se succèdent, risque qui pourrait être diminué par l'utilisation de biopsie ouverte faite sous microscope pour mieux choisir les tissus à extraire.
Un suivi post-opératoire  à long terme est  recommandé pour prévenir ou traiter ces complications.
Micro-TESE a des complications postopératoires moindre que la TESE. Le microscope chirurgical permet en effet des  incisions plus petites et spécifiques pour récupérer des tubules séminifères en évitant d'endommager les vaisseaux sanguins, et en évitant les régions mal vascularisées,.
Si la TESE doit être répété en raison d'une récupération insuffisante des spermatozoïdes, il est généralement conseillé aux patients d'attendre 6 à 12 mois afin de permettre une cicatrisation adéquate du testicule avant une nouvelle intervention chirurgicale.

## Voir également